# Aire urbaine de la Monnerie-le-Montel
 (octobre 2024).
Si vous disposez d'ouvrages ou d'articles de référence ou si vous connaissez des sites web de qualité traitant du thème abordé ici, merci de compléter l'article en donnant les références utiles à sa vérifiabilité et en les liant à la section « Notes et références ».
 (octobre 2024).
L'aire urbaine de la Monnerie-le-Montel est une aire urbaine française centrée sur l'unité urbaine de la Monnerie-le-Montel dans le Puy-de-Dôme. Composée de 2 communes, elle comptait 2 746 habitants en 2012.

## Composition
| Nom                    | Code Insee | Statut | Superficie (km2) | Population (dernière pop. légale) | Densité (hab./km2) |
| ---------------------- | ---------- | ------ | ---------------- | --------------------------------- | ------------------ |
| La Monnerie-le-Montel  | 63231      |        | 4,65             | 1 624 (2022)                      | 349                |
| Saint-Rémy-sur-Durolle | 63393      |        | 18,17            | 1 760 (2022)                      | 97                 |